# IHeartRadio
iHeartRadio ― американская платформа бесплатного вещания, подкастов и потокового радио, принадлежащая iHeartMedia. Она была основана в апреле 2008 года. С 2019 года iHeartRadio функционирует в качестве бренда радиосети iHeartMedia, крупнейшей радиовещательной компании в Соединенных Штатах. Его основными конкурентами являются Audacy и TuneIn.
Они регулярно проводят выступления в театрах iHeartRadio в Лос-Анджелесе и Нью-Йорке.

## История
iHeartRadio принадлежит iHeartMedia, которая была ребрендирована из Clear Channel в 2014 году. До 2008 года различные аудиопродукты Clear Channel Communications были децентрализованы. Отдельные станции транслировались со своих собственных сайтов, а веб-сайт лаборатории формата предоставлял каналы от 40 до 80 сетей, которые использовались в основном на подканалах HD-радио Clear Channel, многие из которых перешли на iHeartRadio без изменений. В апреле 2008 года Clear Channel запустил веб-сайт iHeartMusic, на котором представлены развлекательные новости, национальные новости, музыкальный контент, включая альбомы, синглы по запросу, музыкальные клипы и доступ к более чем 750 радиостанциям Clear Channel онлайн.
7 октября 2008 года Clear Channel Radio запустила первую версию iHeartRadio для Apple iPhone и iPod Touch через App Store. Двенадцать радиостанций на 8 рынках были включены в первый выпуск. В 2009 году iHeartRadio был доступен для устройств BlackBerry и операционной системы Android, а затем Sonos  в 2010 году. Сентябрь 2011 года ознаменовался официальным запуском бесплатного сервиса iHeartRadio "все в одном" с участием тысяч радиостанций в прямом эфире и пользовательских станций исполнителей. Запуск совпал с первым музыкальным фестивалем iHeartRadio, двухдневным мероприятием, организованным Райаном Сикрестом в MGM Grand в Лас-Вегасе.
Приложение было расширено для Xbox 360 и WebOS. 20 апреля 2012 года iHeartRadio был запущен на iPad . 8 июня 2012 года iHeartRadio заключила сделку с Yahoo! Служба музыкального радио, ранее работавшая на радио CBS.
В середине октября 2012 года iHeartRadio запустила онлайн-аудио-новости, погодные и дорожные потоки для Тампы, Чикаго, Далласа/Форт-Уэрта, Лос-Анджелеса, Сан-Диего, Нью-Йорка и 15 других мегаполисов под брендом Новости 24/7. 1 марта 2013 года iHeartRadio был добавлен в цифровой медиаприемник Roku. По состоянию на 2019 год приложение доступно более чем на 250 устройствах и платформах.
В июле 2013 года iHeartRadio начала добавлять станции из-за пределов Соединенных Штатов, такие как CHUM-FM и CFBT-FM в Канаде и Virgin Radio Dubai в Объединенных Арабских Эмиратах. 14 июля 2013 года iHeartRadio был запущен в Новой Зеландии и Австралии.
24 июля 2013 года iHeartRadio запустила новую функцию ток-радио: iHeartRadio Talk. Он включал оригинальные программы по запросу от таких знаменитостей, как Райан Сикрест, и позволял пользователям загружать свой собственный контент через Spreaker. В 2014 году функция iHeartRadio Talk была переименована в "Шоу и личности", а в 2016 году эта функция стала известна просто как "Подкасты"."
10 ноября 2015 года iHeartRadio запустила спин-офф приложения, известного как iHeartRadio Family—кураторский опыт, ориентированный на детей. Он имеет упрощенный интерфейс и выбор подходящих по возрасту станций (таких как Radio Disney и станции, курируемые художниками и личностями, популярными среди населения). Build-A-Bear Workshop выступил спонсором запуска приложения, которое включало добавление в приложение канала "Build-a-Bear Workshop Radio". 
Во время музыкального фестиваля iHeartRadio в 2016 году iHeartMedia объявила о подписке на услуги по запросу "iHeartRadio Plus" и "iHeartRadio all Access на базе Napster". 1 декабря 2016 года iHeartMedia запустила сервисы в бета-версии на iOS и Android для американских пользователей.
iHeartRadio был запущен в Канаде 7 октября 2016 года в сотрудничестве с Bell Media.
В 2017 году iHeartRadio расширила Plus и весь доступ к другим платформам, включая компьютеры в январе 2017 года на выставке потребительской электроники (CES).
В сентябре 2018 года iHeartMedia объявила о приобретении Stuff Media, LLC, ведущего американского коммерческого издателя развлекательного и информативного контента для подкастов, в который входило подразделение подкастов HowStuffWorks, а также его список премиального контента для подкастов за 55 миллионов долларов. Это приобретение позволило iHeartMedia использовать оригинальный контент, программирование и опытную команду управления подкастингом Stuff Media для дальнейшего расширения своей платформы подкастинга, укрепив свои позиции в качестве надежного коммерческого издателя подкастов № 1 в мире (Podtrac, 2019) и почти удвоив показатели использования.
Сегодня, будучи ведущим издателем подкастов в США, iHeartRadio транслирует более 250 000 подкастов – от своих собственных подкастов до других крупных издателей подкастов, – а в сети iHeartPodcast размещено более 750 оригинальных шоу iHeartRadio, включая подкаст Рона Бургунди.
Сервис был запущен в Мексике 29 октября 2018 года совместно с Grupo ACIR.
23 апреля 2020 года приложение iHeartRadio было запущено совместно с Uno Radio Group, которая владеет брендами NotiUno, Salsoul, Fidelity и Hot 102 в Пуэрто-Рико.